# 吕斯奈
吕斯奈（法語：Lucenay，法語發音：[lysnɛ]）是法国罗讷省的一个市镇，属于索恩河畔自由城区。

## 地理
吕斯奈（45°54'46"N, 4°42'10"E）面积6.27 平方千米，位于法国奥弗涅-罗讷-阿尔卑斯大区罗讷省，该省份为法国中东部省份，北起顺时针与索恩-卢瓦尔省、安省、里昂大都会、伊泽尔省和卢瓦尔省接壤。
与吕斯奈接壤的市镇（或旧市镇、城区）包括：昂斯、坎雪、莱谢尔、拉沙萨涅、马尔西、莫朗塞。

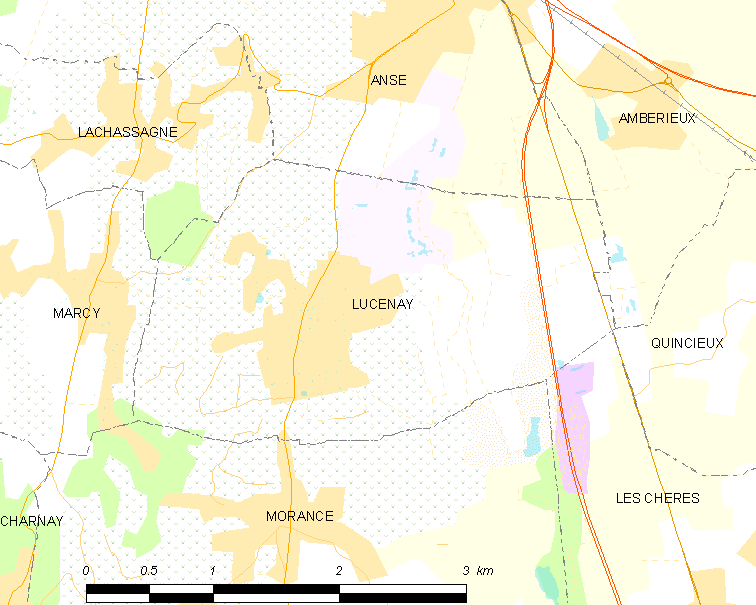
吕斯奈的OSM定位图

吕斯奈的时区为UTC+01:00、UTC+02:00（夏令时）。

## 行政
吕斯奈的邮政编码为69480，INSEE市镇编码为69122。

## 政治
吕斯奈所属的省级选区为昂斯县。

## 人口

1962-2008年间吕斯奈人口变化图示

吕斯奈于2022年1月1日时的人口数量为2068人。